# Ilo II
Ilo era filho de Tros e de Calírroe.
Ilo foi o pai de Temíste (e, por esta, avô de Anquises). Ao vencer os jogos na Frígia, Ilo recebeu como prêmio cinquenta rapazes e cinquenta moças, e, seguindo uma profecia, fundou Ílio (Ilion ou Ilium), mais tarde chamada de Troia. 
Ilo casou-se com Eurídice, filha de Adrasto, e com ela foi o pai de Laomedonte.
Pausânias menciona en passant que Ilo expulsou Pélope da Frígia; este fato é mencionado em Díctis de Creta como uma das origens do conflito entre a Grécia e Troia.